# Вільям Ремзі
Сер Ві́льям Ре́мзі (англ. Sir William Ramsay; 2 жовтня 1852, Глазго — 23 липня 1916, Гай-Віком) — шотландський хімік та фізик, лауреат Нобелівської премії з хімії 1904 року.

## Ранні роки
Його батьками були інженер і бізнесмен Вільям Ремзі і Катерина (Робертсон) Ремзі, дочка единбурзького лікаря, який написав підручник хімії. Єдина дитина в сім'ї, Ремзі отримав строге пуританське виховання. У 1866 році, після закінчення в Глазго академії (академією в Шотландії називають середню школу), він вступив в цьому ж місті в університет, де вивчав латинську і грецьку мову, логіку і математику, прослуховував загальний курс літератури. Ремзі збирався стати священиком, але на останньому курсі університету захопився природними науками. Він почав вивчати анатомію і геологію, відвідував лекції шотландського хіміка Джона Фергюсона і відомого англійського фізика Вільяма Томсона, працював помічником лаборанта в місцевій хімічній лабораторії. Поступивши в 1871 році в Тюбінгенський університет, Ремзі працював у німецького хіміка-органіка Рудольфа Фіттіга. У 1872 році він захистив докторську дисертацію, яка називалася «Дослідження толуолової і нітротолуолової кислот». Повернувшись в тому ж році в Единбург, Ремзі отримав посаду асистента в коледжі Андерсона, а в 1874 році був призначений асистентом-куратором у Фергюсона в університеті Глазго. Всі ці роки Ремзі проявляв інтерес до фізичної хімії. У 1880 році він отримав місце професора хімії в Університетському коледжі в Брістолі, де почав вивчати тиск пари і критичний стан рідин.

## Нобелівська премія
У 1904 році Ремзі була присуджена Нобелівська премія з хімії «на знак визнання відкриття їм в атмосфері різних інертних газів і визначення їх місця в періодичній системі».